# 仮歌 (アルバム)
『仮歌』（かりうた）は、オーイシマサヨシのセルフカバーアルバム。TIME IS MONEY RECORDSより2017年7月26日に発売された。自身が「大石昌良」名義で他アーティストに提供した楽曲を「オーイシマサヨシ」名義でセルフカバーしている。

## 概要
楽曲提供時に、大石自らが仮歌を歌っていることから、このタイトルとなった。仮歌音源を再現するというコンセプトで制作されており、演奏は原曲のまま、ボーカルだけが録り下ろされている。また、『モラトリアムダンスフロア』を除くすべての楽曲を原曲キーで歌唱。
「ようこそジャパリパークへ」は2017年2月に仮歌が動画投稿サイトにアップロードされ、人気を集めた。
オーイシ曰く、「3年間くらいの僕の仕事のベスト盤」だと思って欲しいと発言している。

## 収録曲
特記しない限り、作詞・作曲・編曲は大石昌良が担当。
1. ようこそジャパリパークへ (3:23)
テレビアニメ『けものフレンズ』への提供曲（歌唱：どうぶつビスケッツ[注 2]×PPP[注 3]）。
オーイシ曰く「セリフの部分は70テイクくらい録り直した」とのこと[5]。
2. ブラッドタイプ☆ハートビート (4:01)
アース・スター ドリームへの提供曲で、テレビアニメ『血液型くん!2』のオープニングテーマとして使用された。
3. 枕男子 (4:28)
テレビアニメ『枕男子』への提供曲（歌唱：めりぃ（花江夏樹））。
4. MANKAI☆開花宣言 (3:49)
ゲーム『A3!』に主題歌として提供した楽曲（歌唱：A3ders![注 4]）。
5. 不可侵領域デストロイヤー (3:55)
りぶへの提供曲。
6. 浪漫飛行 (3:55)
作詞・作曲：米米CLUB
原曲は米米CLUBの楽曲。テレビアニメ『ラブ米 -WE LOVE RICE-』[注 5]のために大石が編曲した「ラブライスver.」（歌唱：ひのひかり（石井マーク）、ささにしき（沢城千春）、ひとめぼれ（草摩そうすけ）、あきたこまち（小森未彩）、にこまる（玉城仁菜））のカバーとなっている。
7. モラトリアムダンスフロア (3:47)
内田真礼への提供曲。ただし、内田真礼歌唱バージョンよりもキーが半音低い。
8. リングオブドランカー (3:28)
柿原徹也への提供曲。
9. ぼうやの夢よ (3:28)
作詞：hotaru
テレビアニメ『Re:ゼロから始める異世界生活』挿入歌（歌唱：エミリア（高橋李依））。
10. ヒーローインポッシボー (4:24)
花江夏樹への提供曲。
11. 君じゃなきゃダメみたい (3:51)
テレビアニメ『月刊少女野崎くん』オープニングテーマ。この曲のみカバーではなく、もともとオーイシが発表していた楽曲である。
カバーではない楽曲を収録した理由として大石は、自分のことをよく知らないユーザーならば1枚で全部聞きたいのではないかと考え、収録したと語っている[4]。

## 演奏
- オーイシマサヨシ：Vocal, Chorus
- 大石昌良：Acoustic Guitar, Electric Guitar, Programming
- 岸田勇気：Piano, Organ (2.3.4.5.8.10.11)
- 工藤嶺：Bass (2.3.4.5.8.11)
- 山内"masshoi"優：Drums (1.2.3.10.11)
- 髭白健：Drums (7.8)
- ショボン：Drums (5)
- 平里修一：Drums (4)
- 湯本淳希：Trumpet (3.8), Trombone (3)
- 五反田靖：Trumpet (11)
- 丸木英治：Trumpet (11)
- 宮内岳太郎：Trombone (11)
- Juny-a：Tenor Sax (3)
- 庸蔵：Tenor Sax (5)
- たまきあや：Violin (9)

## テレビ出演
| 番組名     | 日付          | 放送局     | 演奏曲                   |
| ---------- | ------------- | ---------- | ------------------------ |
| MUSIC FAIR | 2021年5月22日 | フジテレビ | ようこそジャパリパークへ |
| MUSIC FAIR | 2021年5月22日 | フジテレビ | インパーフェクト         |